# Hans Schindler (Maler)
Hans Schindler (auch Hanns Schindler; * 12. August 1907 in Leobschütz, Provinz Schlesien; † 15. August 1986 in Berlin) war ein deutscher Maler und Grafiker.

## Leben und Werk
Schindler absolvierte eine vierjährige Malerhandwerkslehre und studierte an der Breslauer Staatlichen Akademie für Kunst und Kunstgewerbe, wo Kowalski und Utinger zu seinen Lehrer gehörten. Er war als Künstler in Breslau tätig.
In der Zeit des Nationalsozialismus war er Mitglied der Reichskammer der bildenden Künste, und er beteiligte sich an Ausstellungen. Er nahm als Soldat der Wehrmacht am Zweiten Weltkrieg teil. Aus der Kriegsgefangenschaft wurde er in die Sowjetische Besatzungszone entlassen. Dort lebte er u. a. in Sacrow und dann in Berlin-Karlshorst als freischaffender Maler, Zeichner und Gebrauchsgrafiker. Ab 1952 lehrte er an der Fachschule für angewandte Kunst in Potsdam und erhielt zwei Jahre darauf eine Medaille für seine pädagogischen Leistungen. 1956 übernahm er die Leitung der Abteilung Dekorative Malerei an der Fachschule für angewandte Kunst in Berlin. Im Folgejahr wurde er stellvertretender Direktor der Außenstelle der Fachschule Potsdam.
In der DDR war Schindler Mitglied des Verbandes Bildender Künstler. Neben freien Arbeiten realisierte er Auftragswerke, zum Teil als Gemeinschaftsarbeit mit anderen Künstlern. Aus Werken ist ersichtlich, dass er 1958 eine Studienreise nach Rumänien unternahm.

## Werke (Auswahl)
- Gründung der Deutschen Demokratischen Republik (Entwurf für ein Wandbild, um 1953; mit Walter Bullert und Werner Nerlich; ausgestellt auf der 3. Deutschen Kunstausstellung; Ausführung unbekannt)[4]
- Baumwollernte in Rumänien (Mischtechnik, 1958)[5]
- Rumänischer Bauerntanz (Mischtechnik, 1958)[6]
- Junge Lokomotivbauer (Mischtechnik, um 1958)
- Hans Marchwitza bei jungen Talenten (Öl, 1962; mit Werner Nerlich und Kurt Hermann Kühn)
- Kreuzweg (1980; Schwedt, Kirche St. Mariä Himmelfahrt)[7]

## Beteiligung an Ausstellungen (mutmaßlich unvollständig)
- 1942 und 1943: Beuthen, Oberschlesisches Landesmuseum („Oberschlesische Kunstausstellung“)
- 1943: Beuthen, Oberschlesisches Landesmuseum („Oberschlesische Künstler im Kriegseinsatz“)

- 1949: Potsdam, Bezirkskunstausstellung
- 1951/1952: Berlin, Museumsbau am Kupfergraben („Künstler schaffen für den Frieden“)
- 1953 und 1958/59; Dresden, Dritte und Vierte Deutsche Kunstausstellung
- 1957: Berlin, Bezirkskunstausstellung